# (20874) MacGregor
(20874) MacGregor (2000 VL49) – planetoida z pasa głównego asteroid okrążająca Słońce w ciągu 5,06 lat w średniej odległości 2,95 j.a. Odkryta 2 listopada 2000 roku.